# ArtRave: The Artpop Ball

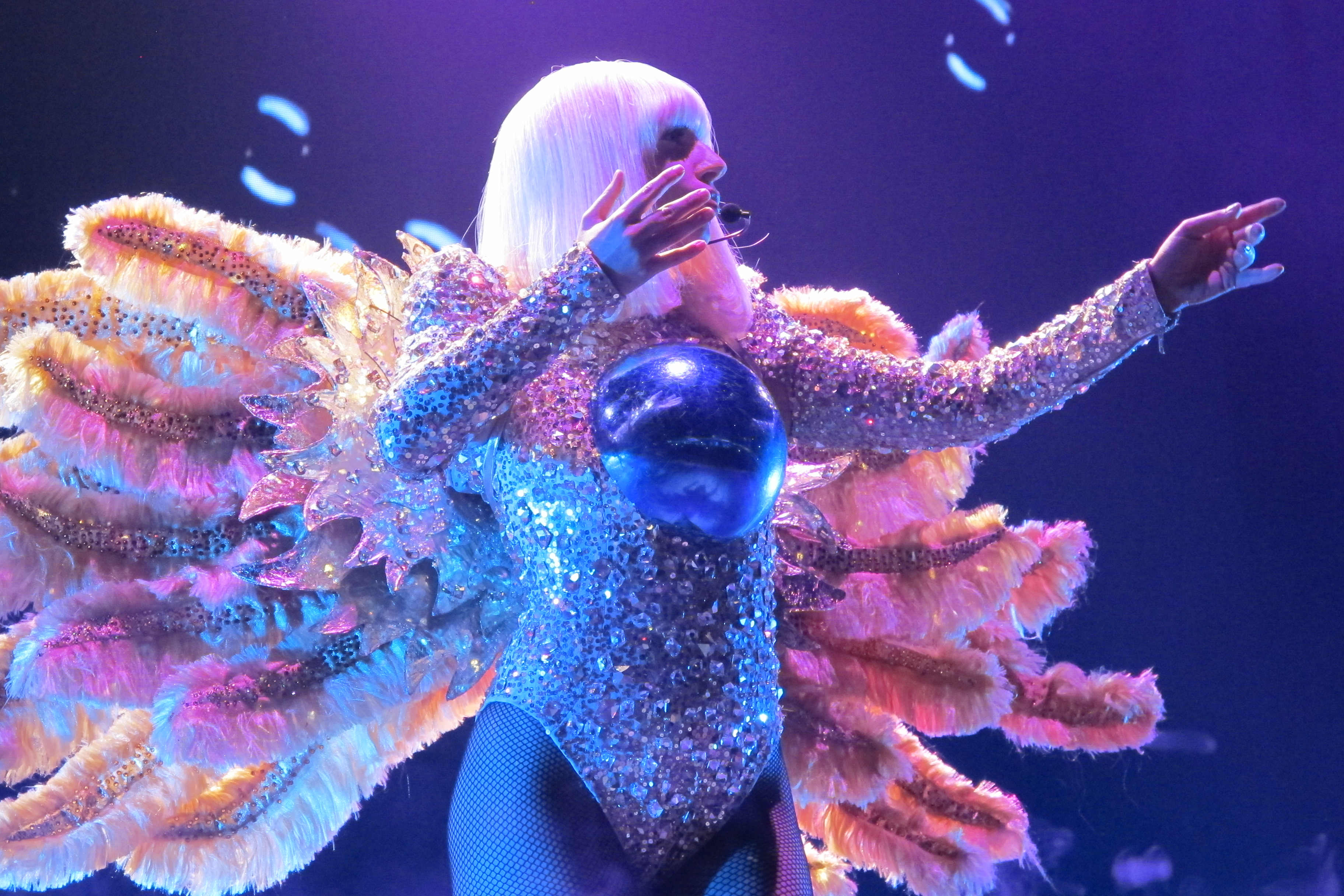
Lady Gaga rozpoczynająca koncert piosenką ARTPOP

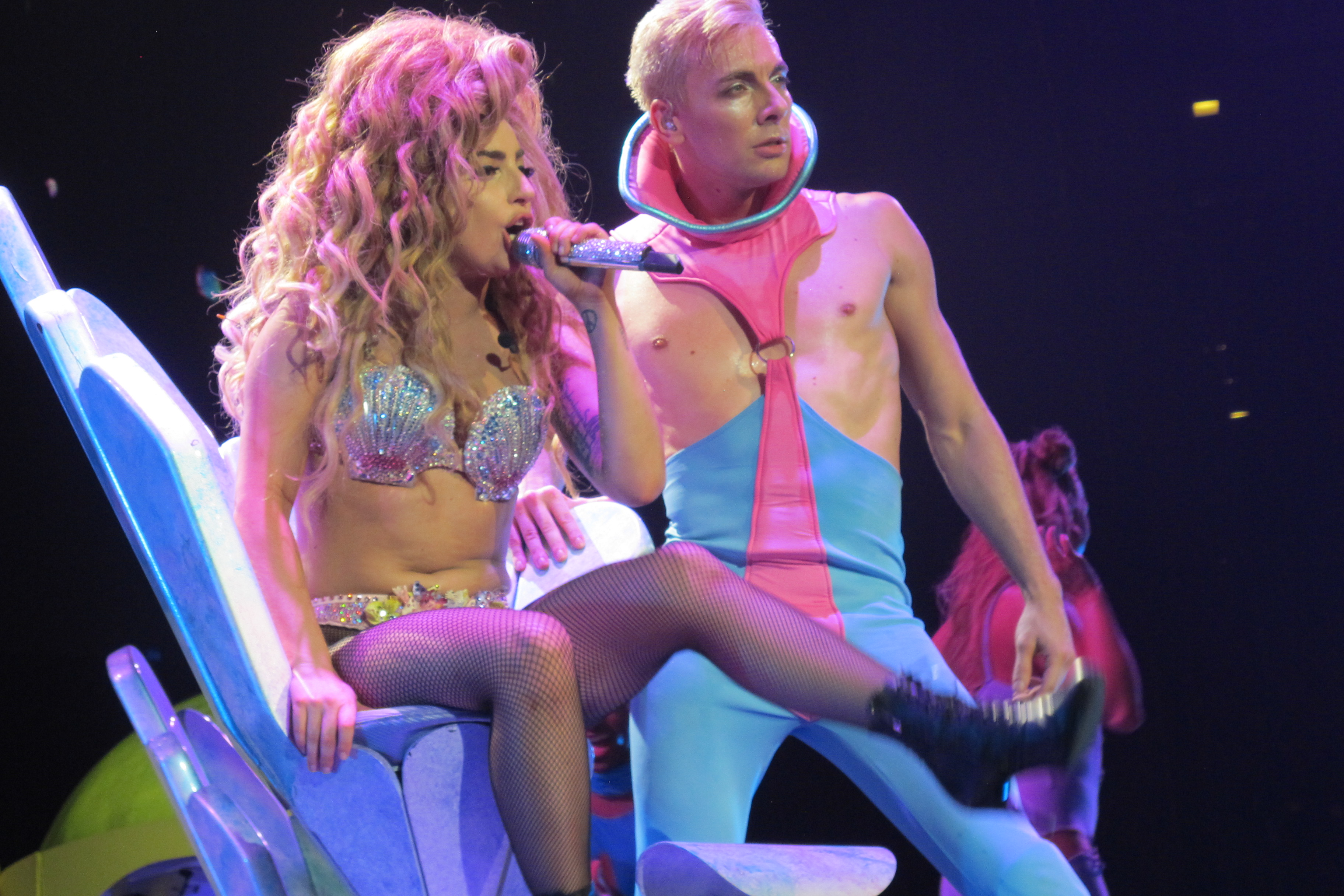
Lady Gaga podczas MANiCURE

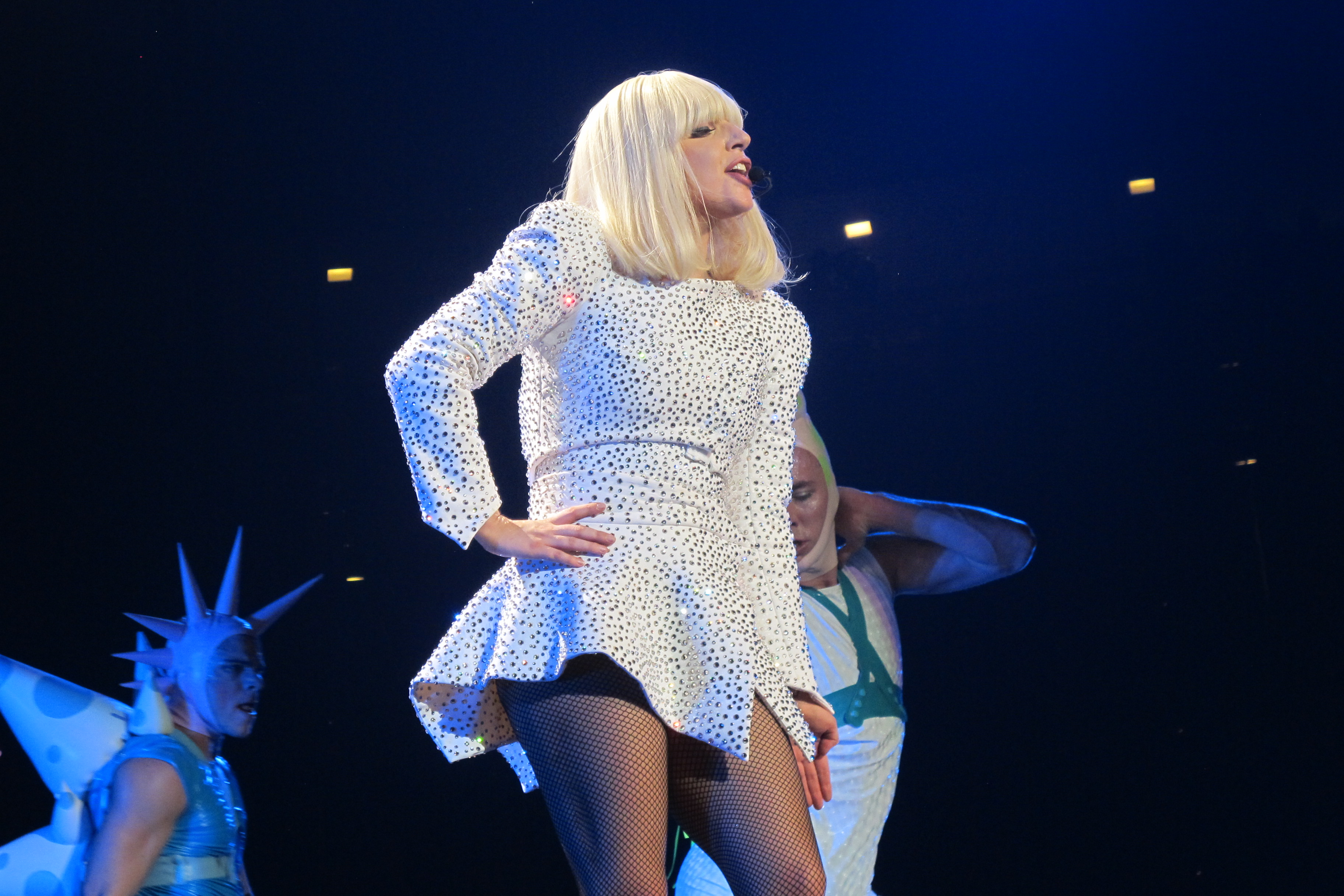
Piosenkarka wykonując Poker Face

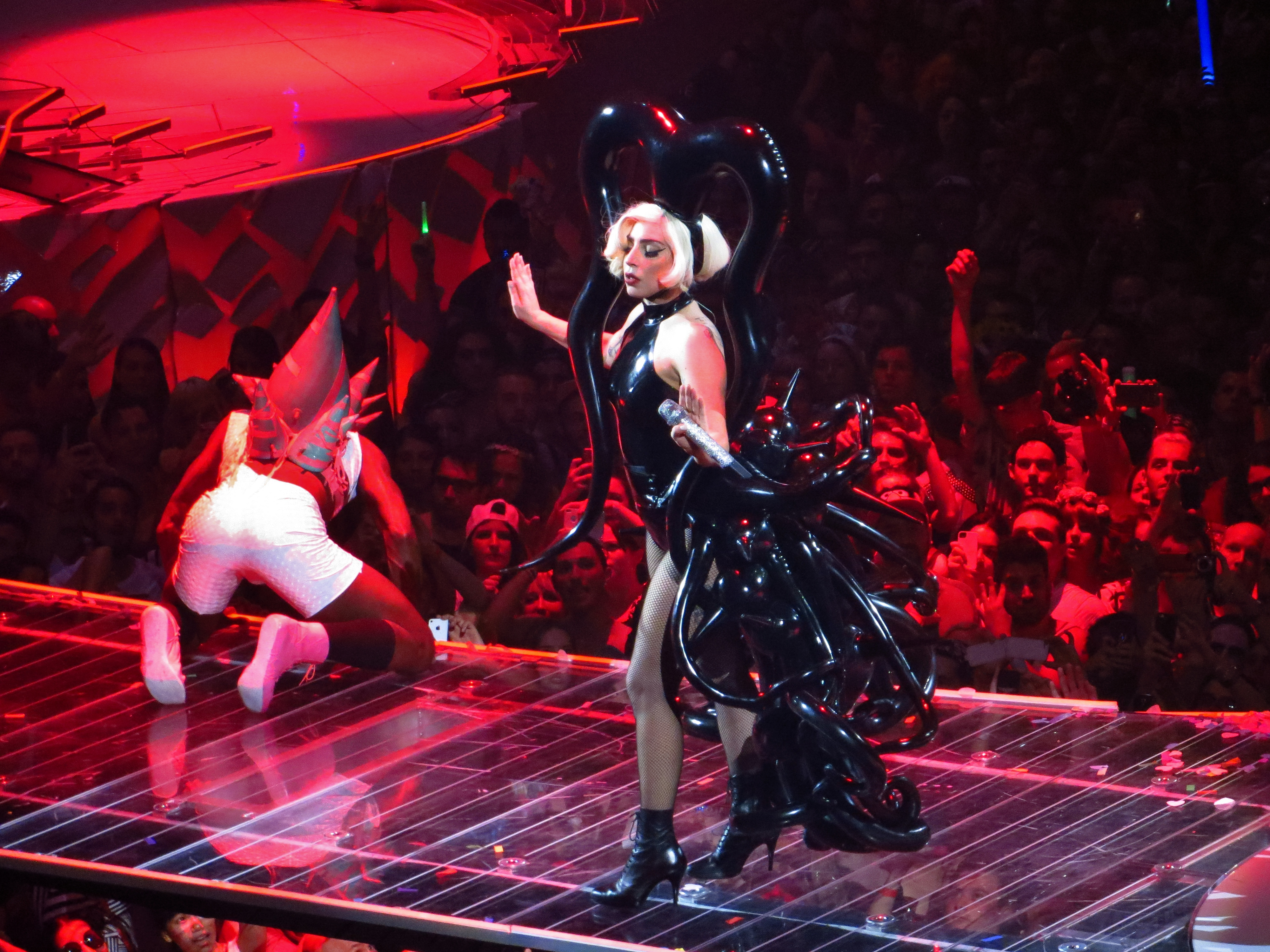
Lady Gaga śpiewając Paparazzi na jednym z wybiegów

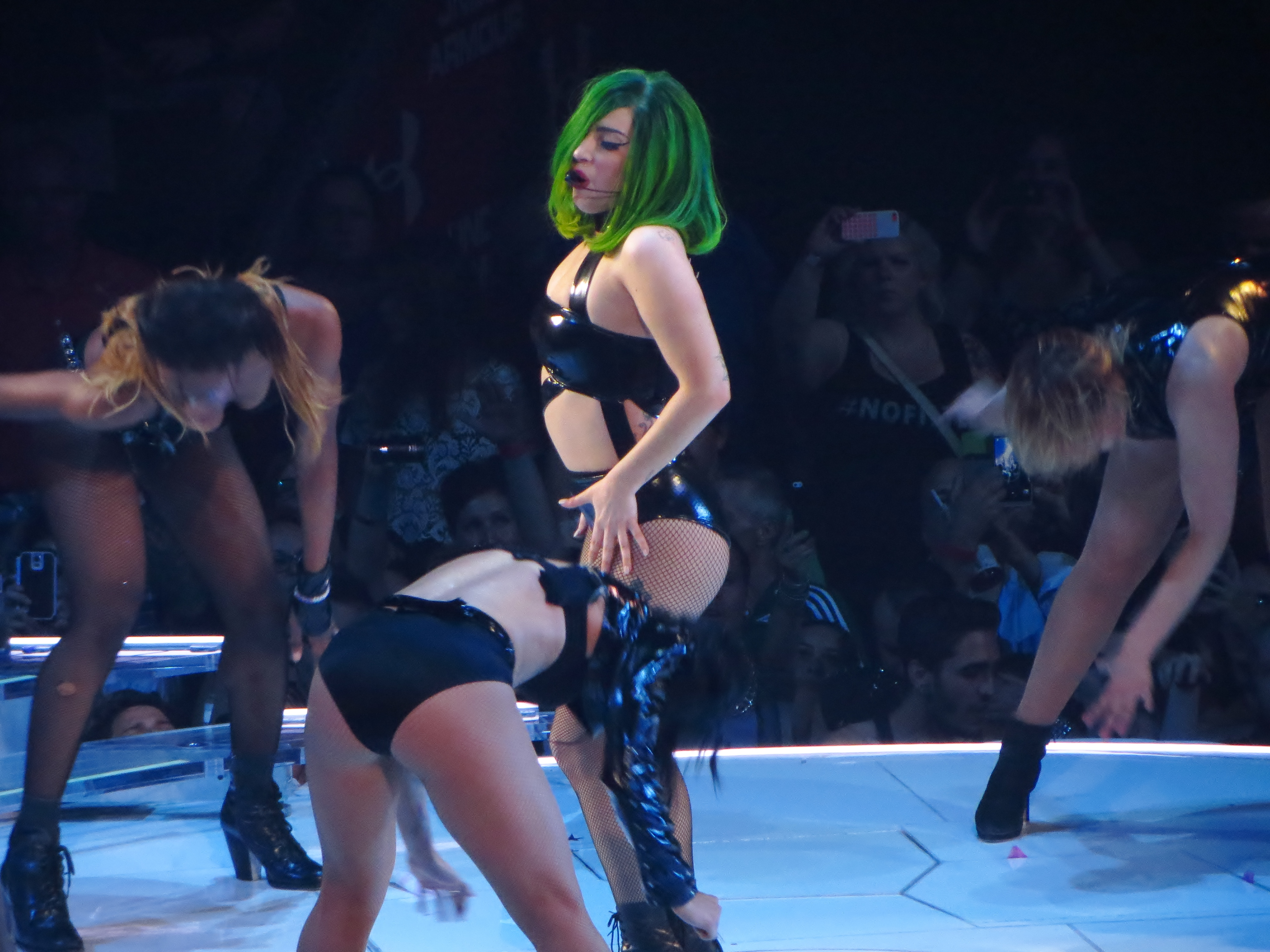
Piosenkarka śpiewając Alejandro

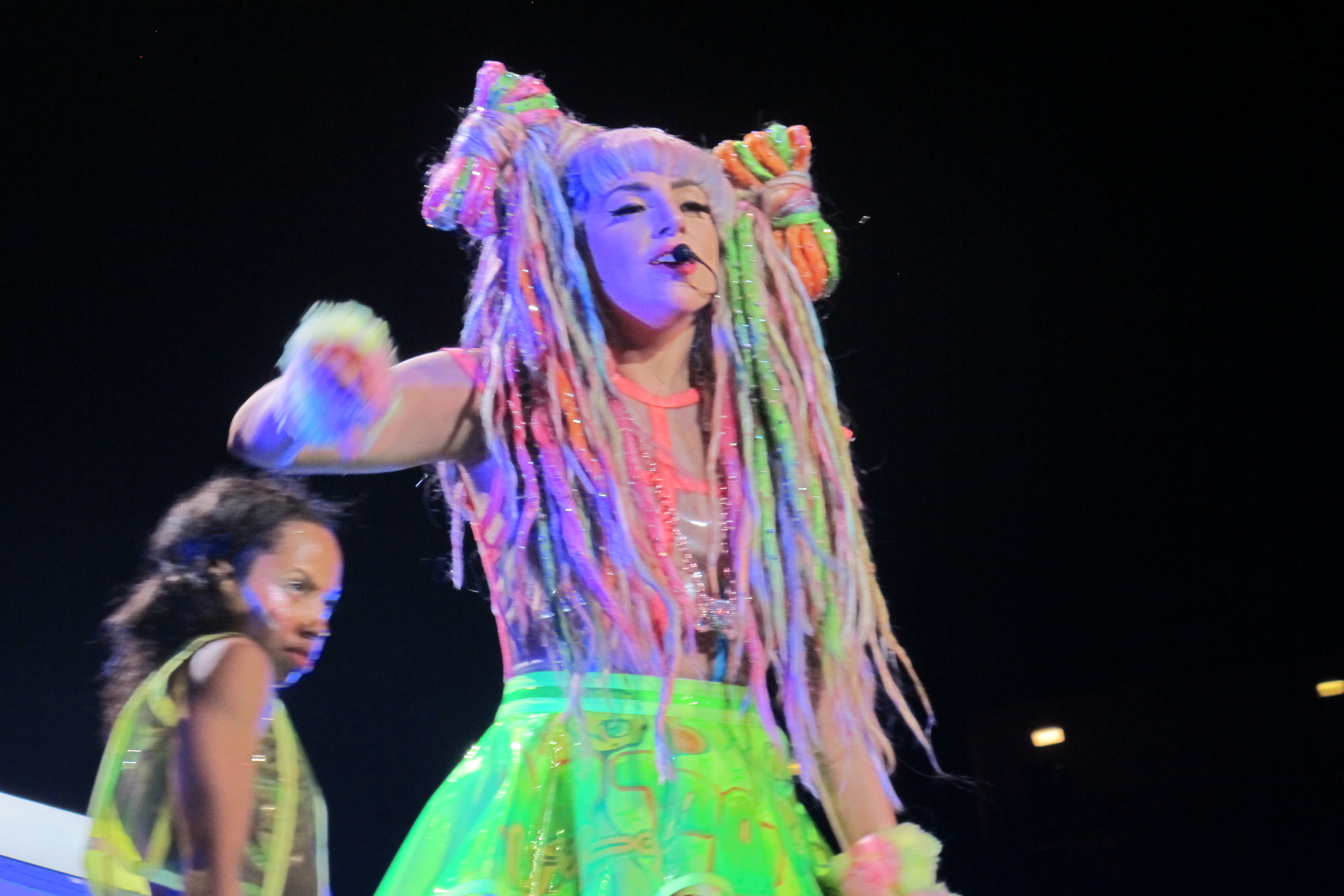
Lady Gaga rozpoczynająca następny akt utworem Bad Romance

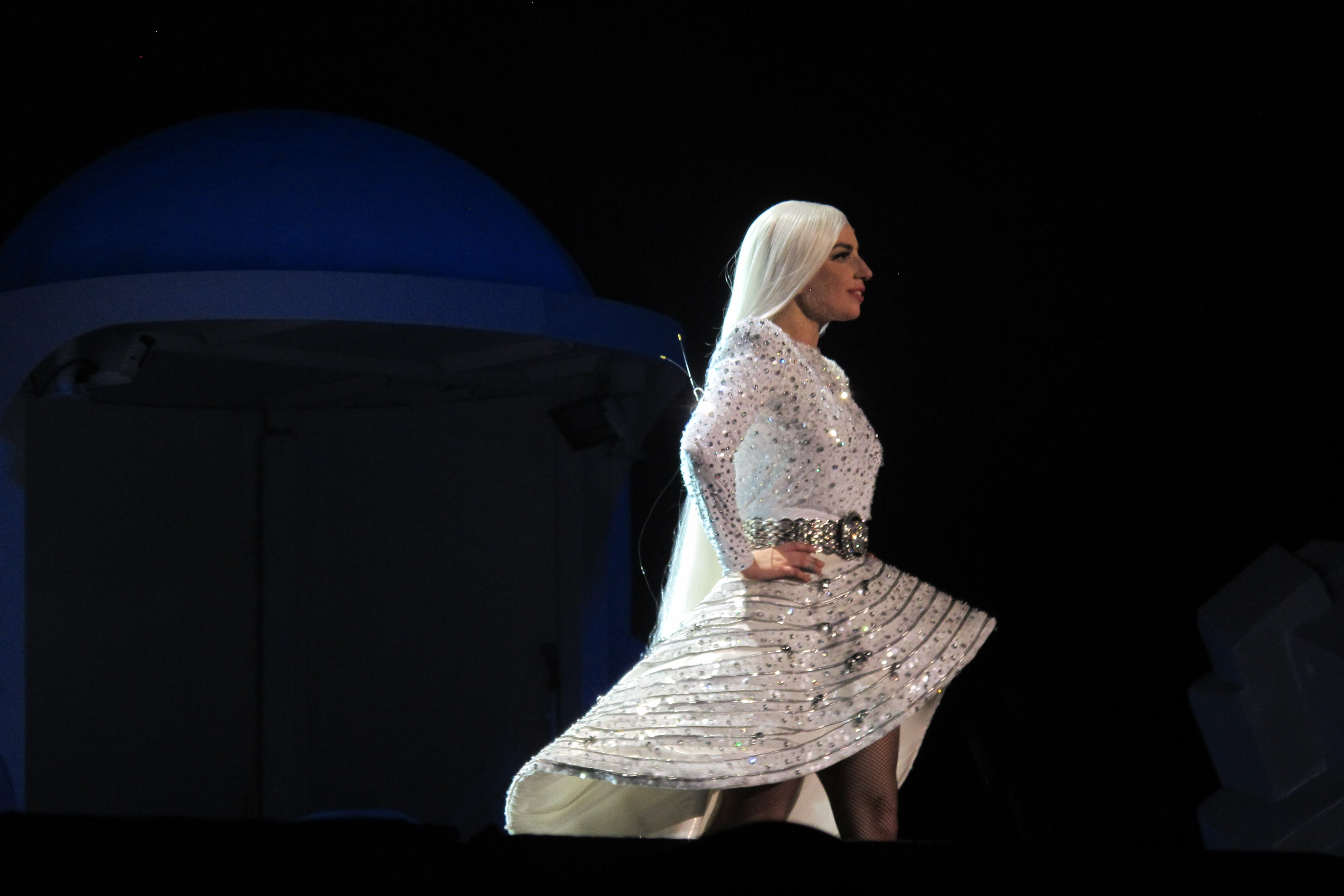
Lady Gaga przed finałowym Gypsy

ArtRave:The ARTPOP Ball (stylizowana na artRAVE: The ARTPOP Ball) – czwarta światowa trasa amerykańskiej piosenkarki pop Lady Gagi promująca jej czwarty album ARTPOP. Trasa oficjalnie została ogłoszona 3 grudnia 2013 roku. Rozpoczynając trasę koncertową wokalistka dała pierwsze koncerty w Ameryce Północnej i Kanadzie, gdzie musiała zakończyć ostatnią trasę koncertową Born This Way Ball z powodu naderwania obrąbka stawowego w prawym biodrze. Następnie koncerty odbyły się w Australii, Azji i Europie. W wielu miastach bilety wyprzedały się bardzo szybko co zmusiło organizatorów do zorganizowania dodatkowych koncertów.
Promocją trasy zajmuje się korporacja Live Nation oraz Absolut Vodka w Stanach Zjednoczonych i O2 w Wielkiej Brytanii. Większość biletów została szybko wyprzedana co skłoniło do ogłoszenia kolejnych koncertów. Negatywne opinie o słabej sprzedaży biletów i niskim zainteresowaniu organizacją show zostały oddalone przez prezesa Live Nation Arthura Fogela. Koncert składa się z sześciu aktów oraz bisu. Wokalistka często zmienia stroje i peruki, tańczy, wykonuje 25 utworów. Można znaleźć tam wiele elementów rave. Dużą rolę w całym spektaklu odgrywają światła. Artystka w sumie zarobiła US 83.040.746 dolarów. Według Forbesa koncerty Gagi sprzedały się w 100%.

## Tło
Po odwołanych koncertach podczas Born This Way Ball spowodowanych kontuzją biodra postanowiono, że trasa koncertowa rozpocznie się od Stanów Zjednoczonych w Fort Lauderdale 4 maja 2014 roku. Przed rozpoczęciem trasy Lady Gaga zagra 6 koncertów w Nowym Jorku w Roseland Ballroomnd. W styczniu opublikowano pierwsze oficjalne daty koncertów "ArtRave: The Artpop Ball Tour" w Europie, pierwszy koncert ma się odbyć w Grecji na Stadionie Olimpijskim w Atenach 19 września 2014 roku. W lutym 2014 roku ujawniono daty koncertów w Australii – 4, pierwszy odbędzie się w Perth 20 sierpnia 2014 roku a ostatni w Sydney 30 sierpnia. Następnie ogłoszono koncert w Azji dokładnie w Japonii, który odbędzie się 13 sierpnia 2014 roku oraz 16 sierpnia w Korei Południowej na Stadionie Olimpijski w Seulu. W kwietniu dodano kolejny koncert w Japonii. W maju 2014 roku w związku z dobrą sprzedażą biletów na trasę wokalistka ujawniła kolejne daty koncertów w Europie oraz jeden w Zjednoczonych Emiratach Arabskich.

## O scenie
Są dwie sceny – jedna główna oraz druga na przeciwnej stronie sali koncertowej. W kilku mniejszych scenach zamontowane są dmuchane kwiaty. Wybieg biegnie wzdłuż całej płyty, pomiędzy wybiegami są mniejsze sceny. Wybieg, zbudowany z tworzywa szklanego (poli), jest tak skonstruowany, by móc pod nim przechodzić i tańczyć. Scena utrzymana jest w stylistyce starożytnej Grecji.

## Streszczenie koncertu
AKT I

Koncert rozpoczyna się wideo o trasie, następnie na scenie pojawiają się tancerze z balonami i niebieskimi kulami (kula Koonsa z okładki płyty). Nagle Gaga wyjawia się spod sceny ubrana w złoty trykot ze skrzydłami od Versace. Zaczyna śpiewać ARTPOP na scenie głównej i idąc po wybiegu do fortepianu, następnie G.U.Y. i tańczy do choreografii z teledysku. Potem przechodzi do Donatelli, podczas wykonywania tej piosenki na ekranie pojawiają się migające gwiazdy i kolorowe chmury. Następnie wokalistka schodzi ze sceny, a zespół wykonuje Venus Intro.
AKT II

Akt ten zaczyna się od Venus. Na scenie pojawiają się nadmuchiwane kwiaty wychodzące spod sceny. Gaga pojawia się w bikini z muszelek pod koniec utworu gra na gitarze. Po krótkim przemówieniu wykonuje MANiCURE. Wokalistka znika wewnątrz sceny i zmienia strój, natomiast zespół gra.
AKT III

Powraca na scenę w białym stroju i innej peruce. Rozpoczyna akt utworem Just Dance na głównej scenie. Podczas trwania utworu wykorzystuje Keytar. Następnie przechodzi do Poker Face i skróconej wersji Telephone po czym znowu zmienia strój.
AKT IV 

Gaga ubrana jest w suknie z mackami, wykonuje Partynauseous i Paparazzi, razem z tancerzami idzie po wybiegu i przechodzi na jedną z mniejszych scen. Tam zaczyna śpiewać Do What U Want, następnie podchodzi do fortepianu i śpiewa akustyczną wersję Born This Way i Yoü and I. Teraz wokalistka znika pod sceną i zmienia strój. W tym czasie pokazywany jest wideo interlude do piosenki Jewels N' Drugs. Gaga pojawia się na scenie w czarnym lateksowym stroju i zielonych włosach.
AKT V

Akt rozpoczyna się piosenką The Edge of Glory (acapella). Gaga przechodzi na mniejszą scenę i wykonuje Judas. Następnie wykonuje Aura, Gaga przechodzi po wybiegu na scenę główną i dołącza do tancerzy podczas występu. Następuje krótkie przemówienie i czyta listy od fanów. Następnie na scenie pojawia się czerwona kanapa, która jest rekwizytem podczas wykonywania Sexxx Dreams. Potem pojawiają się białe krzesła na których wykonywana jest choreografia do Mary Jane Holland. Na wybiegu wykonywane jest Alejandro. Gaga schodzi ze sceny by zmienić strój.
AKT VI
Artystka powraca w czerwonej skórzanej kurtce i peruce z lokami po chwili wykonuje Bang Bang (My Babe Shot Me Down) z płyty Cheek to Cheek przechodzi cały wybieg. Następnie przechodzi na główną scenę gdzie czekają charakteryzatorzy, Gaga zmienia strój na oczach wszystkich fanów, a w tle zespół wykonuje Ratchet.
AKT VII

Następnie Lady Gaga wykonuje Bad Romance, zawierające choreografie z teledysku, a następnie Applause, w tle na telebimie pokazane jest wideo pokazujące piosenkarkę w różnych przebraniach. Ostatnią piosenka w tym akcie jest Swine. Gaga opuszcza scenę jak świnka, aby ostatni raz zmienić strój i perukę.
BIS

Wokalistka wchodzi na scenę w pięknej sukni zaprojektowanej przez Donatelle Versace. Podchodzi do fortepianu i śpiewa Gypsy. Tam wykonuje większą część piosenki, a następnie przechodzi po wybiegu na scenę główną i tam kończy występ. Znika w ten sam sposób w jaki pojawiła się na początku koncertu.

## Recenzje

### Ameryka Północna
John Walker z MTV News recenzował inauguracyjący koncert w Fort Lauderdale, był pod wrażeniem pokazu. Napisał: "szczególnie podobał mi się fragment, kiedy po "Alejandro", Gaga postanowiła zmienić swój strój na scenie i zrobiła to z pomocą swoich stylistów". Adam Carlson z Billboard pochwalił show mówiąc, że widowisko jest jedną wielką "niespodzianką", pochwalił częste zmiany kostiumów jak i choreografię " Mówienie o występach [Gagi] sprawia więcej zabawy niż oglądanie go, ale nie odbieraj tego jako obrazy. Jest po prostu dużo do opowiedzenia". Chris Richards z The Washington Post stwierdził: "na koncert pop w [Verizon Center], czułem się dobrze. W poczuciu wzajemnej, bezwarunkowej miłości od Gagi.
Glenn Gamboa z Newsday była pod wrażeniem występów, mówiąc: "To był finess podczas "Venus", humorystyczną "Donatella" lub cofnięcie się duszy przy "Do What U Want ", która zwieńczona a cappella wypełniła piosenkę z intensywnością, która była zaraźliwa. Lauren Morawski z CBS News czuła, że Gaga była w "pełni życia" podczas koncertu i "wydawało się jak w domu" z tłumem w Nowym Jorku. Negatywnie o trasie wypowiedział się Rob Sheffield z Rolling Stone Magazine, który był rozczarowany koncertem w Madison Square Garden mówiąc, że: "piosenkarka chciała szybko zaśpiewać to co ma i iść odpoczywać". Zaskoczył go również brak hitów z albumu Born This Way.

### Oceania, Azja
Candice Barnes z The Sydney Morning Herald wygłosiła pozytywną opinię, stwierdzając, że Gaga "dała pokaz dopasowany do królowej" w Perth Arena. Połączony ze sztuką rave, trudno było odróżnić, gdzie skończyła się sztuka i gdzie zaczęła się muzyka", powiedziała na zakończenie. Odwrotnie twierdzi Ross McCrae z The West Australian nazywając występ przesłodzonym i zaznaczył brak publicznego zainteresowania show. Dodał, że: "nigdy nie mógł zarzucić Lady Gadze braku dbałości o szczegóły w jej produkcji, śpiewania na żywo i wydajności energetycznej". Jenny Valentish z Time Out przyznał występowi 5 gwiazdek podczas koncertu w Melbourne nazywają Gagę: fenomenalną piosenkarkę z ogromnym głosem (...), którzy mogli spróbować swoich sił w każdym gatunku", również chwaląc jej muzykę na żywo i zmiany kostiumów.
Pisząc o ograniczonym, ocenzurowanym koncercie w Dubaju ze względu na uczucia religijne Mohammed Kadry z Khaleej Times zauważył, że Gaga nadal może stworzyć "widowisko" na wysokim poziomie, a ona "aby połączyć się ze swoim lokalnym fanami próbowała poskładać pochlebne potoczne zwroty". Debra Kamin z The Times Izraela chwaliła wokal Gagi, dodając, że "pokaz był taki jak obiecała Gaga i zrobiła wszystko czego oczekiwali od niej małe potworki.

### Europa
Dave Simpson z The Guardian wydał pozytywną opinię o koncercie w Birmingham, przyznając show z 4 na 5 gwiazdek. Stwierdził , że "Gaga często oskarżana jest we wszystkim o sztuczność i brak serca, ale dzisiejszy pokaz i przemowy gwiazdy, ukazują show jako fantastyczne. Daniel Dylan Wray z The Independent przyznał koncertowi w Birmingham 4 na 5 pięć gwiazdek i opisał ArtRave jako: "głośną, kolorową i często będącą Zadowoleniem imprezą". Katie Fitzpatrick z Manchester Evening News przyznała koncertowi 5 z 5 możliwych gwiazdek. Pochwaliła głos Lady Gagi, jej muzykę na żywo, stroje i podłączenie wentylatorów - szczególnie w tym show. Katie stwierdził, że "ostentacyjnie w nazwie ArtRave może potwierdzić, że Gaga to show-kobieta, która jest zdecydowanie tylko o swojej sztuce. Ale ta mała dama z potężnym zestawem płuc może złapać wszystkich za serca". Ludovic Hunter-Tilney z Financial Times przyznał koncertowi trzy na pięć gwiazdek. Krytykował wszystkie utwory z płyty ARTPOP, poza tytułowym. Pochwalił sekwencje dźwiękowe i część akustyczną przy fortepianie.

## Transmisja i nagrywanie
17 listopada poprzez media społecznościowe Lady Gaga poinformowala fanów, że ostatni koncert ArtRAVE: The ARTPOP Ball, który ma odbyć się 24 listopada w Paryżu będzie transmitowany na żywo na całym świecie, w Internecie na Yahoo! Live. Transmisja rozpoczęła się o 20:00.

## Lista utworów
Akt I
1. "ARTPOP"
2. "G.U.Y."
3. "Donatella"
4. "Fashion!"

Akt II
1. "Venus"
2. "MANiCURE"
3. "Cake Like Lady Gaga"

Akt III
1. "Just Dance"
2. "Poker Face"
3. "Telephone"

Akt IV
1. "Partynaseous" (Intro)
2. "Paparazzi"
3. "Do What U Want"
4. "Dope"
5. "You and I"
6. "Born This Way" (akustycznie)

Akt V
1. "Jewels N' Drugs" (Intro)
2. "The Edge of Glory" (acapella)
3. "Judas"
4. "Aura"
5. "Sexxx Dreams"
6. "Mary Jane Holland"
7. "Alejandro"

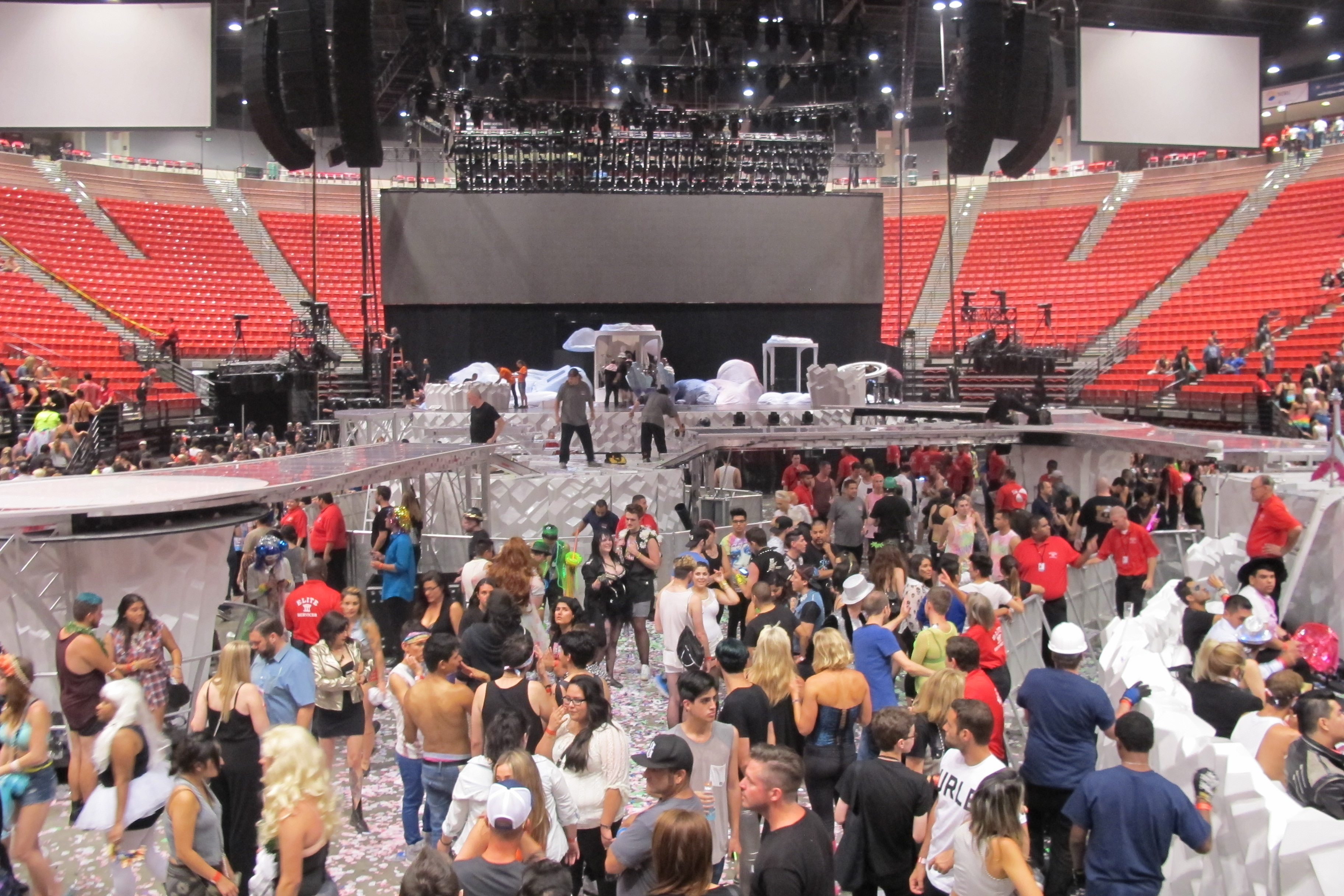
Scena po zakończeniu koncertu

8. "Bang Bang (My Baby Shot Me Down)" (od 9 października 2014)

Akt VI
1. "Ratchet" (Intro)
2. "Bad Romance"
3. "Applause"
4. "Swine"

Bis
1. "Gypsy"

## Ciekawostki
- Bilety na koncert do Paryża zostały wyprzedane w przeciągu 30 sekund[23].
- Bilety na koncert w Londynie wyprzedały się w 5 minut. To zmusiło organizatorów do ogłoszenia dodatkowego koncertu[24].
- 18 marca 2014 r. piosenkarka pokazała projekt sceny podczas trasy na stronie littlemonsters.com[5].
- Podczas koncertu w Nowym Jorku 13 maja podczas piosenki "Jewels & Drugs" na scenę dołączył T.I.[25].
- 20 maja 2014 r. podczas koncertu w Saint Paul Gaga wykonała a capella piosenkę The Queen po tym jak fan rzucił na scenę list z prośbą o to[26].
- 25 maja 2014 r. podczas koncertu w Calgary piosenkarka wykonała krótką wersję piosenki Hair[27].
- 2 lipca 2014 r. podczas koncertu w Montrealu wokalistka wykonała po MANiCURE piosenkę The Edge of Glory na prośbę fana, któremu zmarł wujek[28].
- 23 sierpnia 2014r. podczas koncertu w Melbourne piosenkarka wykonała piosenkę Brooklyn Nights[29].
- 13 września 2014 r. na koncercie w Izraelu na scenie pojawił się Tony Bennett, artyści wykonali piosenkę I Can't Give You Anything but Love z płyty Cheek to Cheek[30].
- 5 października 2014 r. podczas koncertu w Pradze Gaga zaśpiewała piosenkę Whole Lotta Love zespołu Led Zeppelin[31].
- 21 października 2014 r. podczas koncertu w Manchesterze na scenie dwóch gejów się zaręczyło, a następnie Gaga ich pobłogosławiła[32].
- 2, 4, 6 i 8 listopada 2014 r. Lady Gaga zaśpiewała piosenkę What's up 4 Non Blondes. Artystka wzięła na scenę polskich fanów podczas koncertu w Wiedniu przy piosence Born This Way[33].
- 16 listopada 2014 r. na koncercie w Glasgow zaśpiewała piosenki: Dance in the Dark i Marry The Night[34].

## Lista koncertów
| Data                 | Miasto           | Kraj                         | Miejsce                       | Support                            | Sprzedane bilety  | Zyski            |
| Ameryka Północna     | Ameryka Północna | Ameryka Północna             | Ameryka Północna              | Ameryka Północna                   | Ameryka Północna  | Ameryka Północna |
| -------------------- | ---------------- | ---------------------------- | ----------------------------- | ---------------------------------- | ----------------- | ---------------- |
| 4 maja 2014          | Sunrise          | Stany Zjednoczone            | BB&T Center                   | Lady Starlight                     | 12,977 / 12,977   | 1,173,695        |
| 6 maja 2014          | Atlanta          | Stany Zjednoczone            | Philips Arena                 | Lady Starlight, Hatsune Miku       | 10,480 / 10,480   | 941,142          |
| 8 maja 2014          | Pittsburgh       | Stany Zjednoczone            | Consol Energy Center          | Lady Starlight, Hatsune Miku       | 12,185 / 12,185   | 961,090          |
| 10 maja 2014         | Uncasville       | Stany Zjednoczone            | Mohegan Sun Arena             | Lady Starlight, Hatsune Miku       | 7,722 / 7,722     | 564,692          |
| 12 maja 2014         | Waszyngton       | Stany Zjednoczone            | Verizon Center                | Lady Starlight, Hatsune Miku       | 14,866 / 14,866   | 1,014,800        |
| 13 maja 2014         | Nowy Jork        | Stany Zjednoczone            | Madison Square Garden         | Lady Starlight, Hatsune Miku       | 14,326 / 14,326   | 1,625,812        |
| 15 maja 2014         | Filadelfia       | Stany Zjednoczone            | Wells Fargo Center            | Lady Starlight, Hatsune Miku       | 15,424 / 15,424   | 1,037,606        |
| 17 maja 2014         | Detroit          | Stany Zjednoczone            | Joe Louis Arena               | Lady Starlight, Hatsune Miku       | 11,971 / 11,971   | 954,173          |
| 18 maja 2014         | Cleveland        | Stany Zjednoczone            | Quicken Loans Arena           | Lady Starlight, Hatsune Miku       | 12,792 / 12,792   | 1,000,814        |
| 20 maja 2014         | Saint Paul       | Stany Zjednoczone            | Xcel Energy Center            | Lady Starlight, Hatsune Miku       | 10,084 / 10,084   | 796,395          |
| 22 maja 2014         | Winnipeg         | Kanada                       | MTS Centre                    | Lady Starlight, Hatsune Miku       | 12,507 / 12,507   | 974,017          |
| 25 maja 2014         | Calgary          | Kanada                       | Scotiabank Saddledome         | Lady Starlight, Hatsune Miku       | 12,662 / 12,662   | 982,731          |
| 26 maja 2014         | Edmonton         | Kanada                       | Rexall Place                  | Lady Starlight, Hatsune Miku       | 13,855 / 13,855   | 1,053,861        |
| 2 czerwca 2014       | San Diego        | Stany Zjednoczone            | Viejas Arena                  | Lady Starlight, Hatsune Miku       | 9,332 / 9,332     | 851,927          |
| 3 czerwca 2014       | San Jose         | Stany Zjednoczone            | SAP Center                    | Lady Starlight, Hatsune Miku       | 13,622 /13,622    | 1,201,315        |
| 26 czerwca 2014      | Milwaukee        | Stany Zjednoczone            | Marcus Amphitheater           | Lady Starlight, Crayon Pop         | 18,201 / 23,089   | 1,169,670        |
| 28 czerwca 2014      | Atlantic City    | Stany Zjednoczone            | Boardwalk Hall                | Lady Starlight, Crayon Pop         | 13,363 / 13,363   | 1,366,626        |
| 30 czerwca 2014      | Boston           | Stany Zjednoczone            | TD Garden                     | Lady Starlight, Crayon Pop         | 13,848 / 13,848   | 1,190,212        |
| 2 lipca 2014         | Montreal         | Kanada                       | Centre Bell                   | Lady Starlight, Crayon Pop         | 12,709 / 12,709   | 965,286          |
| 4 lipca 2014         | Quebec           | Kanada                       | Plains of Abraham             | N/A                                | N/A               | N/A              |
| 5 lipca 2014         | Ottawa           | Kanada                       | LeBreton Flats                | N/A                                | N/A               | N/A              |
| 7 lipca 2014         | Buffalo          | Stany Zjednoczone            | First Niagara Center          | Lady Starlight, Crayon Pop         | 12,076 / 12,076   | 874,785          |
| 9 lipca 2014         | Toronto          | Kanada                       | Air Canada Centre             | Lady Starlight, Crayon Pop         | 15,813 / 15,813   | 1,355,260        |
| 11 lipca 2014        | Chicago          | Stany Zjednoczone            | United Center                 | Lady Starlight, Crayon Pop         | 15,112 / 15,112   | 1,314,360        |
| 14 lipca 2014        | San Antonio      | Stany Zjednoczone            | AT&T Center                   | Lady Starlight, Crayon Pop         | 10,125 / 10,125   | 888,278          |
| 16 lipca 2014        | Houston          | Stany Zjednoczone            | Toyota Center                 | Lady Starlight, Crayon Pop         | 11,410 / 11,410   | 967,441          |
| 17 lipca 2014        | Dallas           | Stany Zjednoczone            | American Airlines Center      | Lady Starlight, Crayon Pop         | 11,949 / 11,949   | 1,006,048        |
| 19 lipca 2014        | Las Vegas        | Stany Zjednoczone            | MGM Grand Garden Arena        | Lady Starlight, Crayon Pop         | 24,948 / 24,948   | 2,379,981        |
| 21 lipca 2014        | Los Angeles      | Stany Zjednoczone            | Staples Center                | Lady Starlight, Crayon Pop         | 26,923 / 26,923   | 2,444,324        |
| 22 lipca 2014        | Los Angeles      | Stany Zjednoczone            | Staples Center                | Lady Starlight, Crayon Pop         | 26,923 / 26,923   | 2,444,324        |
| 25 lipca 2014        | Atlanta          | Stany Zjednoczone            | Centennial Olympic Park       | N/A                                | N/A               | N/A              |
| 30 lipca 2014        | Phoenix          | Stany Zjednoczone            | US Airways Center             | Lady Starlight, Babymetal          | 8,187 / 8,187     | 670,198          |
| 1 sierpnia 2014      | Las Vegas        | Stany Zjednoczone            | MGM Grand Garden Arena        | Lady Starlight, Babymetal          | [ v ]             | [ v ]            |
| 2 sierpnia 2014      | Stateline        | Stany Zjednoczone            | Harveys Lake Tahoe            | Lady Starlight, Babymetal          | 7,189 / 7,189     | 997,536          |
| 4 sierpnia 2014      | Salt Lake City   | Stany Zjednoczone            | EnergySolutions Arena         | Lady Starlight, Babymetal          | 9,359 / 9,359     | 516,910          |
| 6 sierpnia 2014      | Denver           | Stany Zjednoczone            | Pepsi Center                  | Lady Starlight, Babymetal          | 10,660 / 10,660   | 853,570          |
| 8 sierpnia 2014      | Seattle          | Stany Zjednoczone            | KeyArena                      | Lady Starlight                     | 10,882 / 10,882   | 874,668          |
| 9 sierpnia 2014      | Vancouver        | Kanada                       | Rogers Arena                  | Lady Starlight                     | 13,449 / 13,449   | 962,524          |
| Azja                 |                  |                              |                               |                                    |                   |                  |
| 13 sierpnia 2014     | Chiba            | Japonia                      | Chiba Marine Stadium          | Lady Starlight                     | 50,453 / 50,453   | 7,874,436        |
| 14 sierpnia 2014     | Chiba            | Japonia                      | Chiba Marine Stadium          | Lady Starlight, Momoiro Clover Z   | 50,453 / 50,453   | 7,874,436        |
| 16 sierpnia 2014     | Seul             | Korea Południowa             | Olympic Stadium               | Crayon Pop                         | N/A               | N/A              |
| Australia            |                  |                              |                               |                                    |                   |                  |
| 20 sierpnia 2014     | Perth            | Australia                    | Perth Arena                   | Lady Starlight                     | 8,120 / 8,120     | 744,661          |
| 23 sierpnia 2014     | Melbourne        | Australia                    | Rod Laver Arena               | Lady Starlight                     | 17,253 / 17,253   | 1,732,910        |
| 24 sierpnia 2014     | Melbourne        | Australia                    | Rod Laver Arena               | Lady Starlight                     | 17,253 / 17,253   | 1,732,910        |
| 26 sierpnia 2014     | Brisbane         | Australia                    | Brisbane Entertainment Centre | Lady Starlight                     | 9,249 / 9,249     | 913,894          |
| 30 sierpnia 2014     | Sydney           | Australia                    | Allphones Arena               | Lady Starlight                     | 20,445 /20,445    | 1,818,090        |
| 31 sierpnia 2014     | Sydney           | Australia                    | Allphones Arena               | Lady Starlight                     | 20,445 /20,445    | 1,818,090        |
| Azja                 |                  |                              |                               |                                    |                   |                  |
| 10 września 2014     | Dubaj            | Zjednoczone Emiraty Arabskie | Meyden Racecourse             | Lady Starlight                     | 8,365 / 8,365     | 1,835,201        |
| 13 września 2014     | Tel Awiw-Jafa    | Izrael                       | Yarkon Park                   | Lady Starlight                     | 18,984 / 18,984   | 1,786,945        |
| Europa               |                  |                              |                               |                                    |                   |                  |
| 16 września 2014     | Stambuł          | Turcja                       | ITU Stadium                   | Lady Starlight                     | 19,157 / 19,157   | 1,123,106        |
| 19 września 2014     | Ateny            | Grecja                       | Stadion Olimpijski w Atenach  | Lady Starlight                     | 26,860 / 26,860   | 941,091          |
| 23 września 2014     | Antwerpia        | Belgia                       | Sportpaleis                   | Lady Starlight                     | 15,188 / 15,188   | 1,394,133        |
| 24 września 2014     | Amsterdam        | Holandia                     | Ziggo Dome                    | Lady Starlight                     | 14,196 / 14,196   | 1,273,725        |
| 27 września 2014     | Herning          | Dania                        | Jyske Bank Boxen              | Lady Starlight                     | 10,534 / 10,534   | 916,980          |
| 29 września 2014     | Oslo             | Norwegia                     | Telenor Arena                 | Lady Starlight                     | 8,948 / 8,948     | 708,509          |
| 30 września 2014     | Sztokholm        | Szwecja                      | Ericsson Globe                | N/A                                | N/A               | N/A              |
| 3 października 2014  | Hamburg          | Niemcy                       | O2 World                      | Lady Starlight, Breedlove, Chew Fu | 11,430 / 11,430   | 1,094,202        |
| 5 października 2014  | Praga            | Czechy                       | O2 Arena                      | Lady Starlight, Breedlove, Chew Fu | 10,734 / 10,734   | 776,719          |
| 7 października 2014  | Kolonia          | Niemcy                       | Lanxess Arena                 | Lady Starlight, Breedlove, Chew Fu | 13,189 / 13,189   | 1,139,559        |
| 9 października 2014  | Berlin           | Niemcy                       | O2 World                      | Lady Starlight, Breedlove, Chew Fu | 10,555 / 10,555   | 950,331          |
| 15 października 2014 | Birmingham       | Anglia                       | National Indoor Arena         | Lady Starlight, Breedlove, Chew Fu | 12,092 / 12,092   | 1,329,847        |
| 17 października 2014 | Dublin           | Irlandia                     | The O2                        | Lady Starlight, Breedlove, Chew Fu | 11,497 / 11,497   | 1,117,109        |
| 19 października 2014 | Glasgow          | Szkocja                      | SSE Hydro                     | Lady Starlight, Breedlove, Chew Fu | 11,554 / 11,554   | 1,278,571        |
| 21 października 2014 | Manchester       | Anglia                       | Phones 4u Arena               | Lady Starlight, Breedlove, Chew Fu | 14,719 / 14,719   | 1,625,149        |
| 23 października 2014 | Londyn           | Anglia                       | The O2                        | Lady Starlight, Breedlove, Chew Fu | 42,845 / 42,845   | 4,631,817        |
| 25 października 2014 | Londyn           | Anglia                       | The O2                        | Lady Starlight, Breedlove, Chew Fu | 42,845 / 42,845   | 4,631,817        |
| 26 października 2014 | Londyn           | Anglia                       | The O2                        | Lady Starlight, Breedlove, Chew Fu | 42,845 / 42,845   | 4,631,817        |
| 30 października 2014 | Paryż            | Francja                      | Zénith de Paris               | Lady Starlight, Breedlove, Chew Fu | 12,301 / 12,301   | 1,071,553        |
| 31 października 2014 | Paryż            | Francja                      | Zénith de Paris               | Lady Starlight, Breedlove, Chew Fu | 12,301 / 12,301   | 1,071,553        |
| 2 listopada 2014     | Wiedeń           | Austria                      | Wiener Stadthalle             | Lady Starlight, Breedlove, Chew Fu | 11,586 / 13,598   | 1,055,678        |
| 4 listopada 2014     | Mediolan         | Włochy                       | Mediolanum Forum              | Lady Starlight, Breedlove, Chew Fu | 10,852 / 10,852   | 989,889          |
| 6 listopada 2014     | Zurych           | Szwajcaria                   | Hallenstadion                 | Lady Starlight, Breedlove, Chew Fu | 13,259 / 13,259   | 1,314,684        |
| 8 listopada 2014     | Barcelona        | Hiszpania                    | Palau Sant Jordi              | Lady Starlight, Breedlove, Chew Fu | 17,513 / 17,513   | 1,420,987        |
| 10 listopada 2014    | Lizbona          | Portugalia                   | MEO Arena                     | Lady Starlight, Breedlove, Chew Fu | 7,345 / 7,345     | 365,313          |
| 13 listopada 2014    | Birmingham       | Anglia                       | National Indoor Arena         | Lady Starlight, Breedlove, Chew Fu | 6,129 / 6,129     | 455,781          |
| 16 listopada 2014    | Glasgow          | Szkocja                      | The SSE Hydro                 | Lady Starlight, Breedlove, Chew Fu | 10,403 / 10,403   | 681,824          |
| 20 listopada 2014    | Sheffield        | Anglia                       | Motorpoint Sheffield Arena    | Lady Starlight, Breedlove, Chew Fu | 11,528 / 11,528   | 672,004          |
| 22 listopada 2014    | Newcastle        | Anglia                       | Metro Radio Arena             | Lady Starlight, Breedlove, Chew Fu | 8,779 / 8,779     | 824,555          |
| 24 listopada 2014    | Paryż            | Francja                      | Bercy Arena                   | Lady Starlight, Breedlove, Chew Fu | 13,018 / 13,018   | 1,249,746        |
| W sumie              | W sumie          | W sumie                      | W sumie                       | W sumie                            | 920,088 / 926,988 | 83,040,746       |

1. ↑  Koncert był częścią "Summerfest 2014"[40]
2. ↑  Koncert był częścią "Festival d'été de Québec 2014"[42]
3. ↑  Koncert był częścią "Ottawa Bluesfest 2014"[43]
4. ↑  Koncert był częścią „Microsoft Week”.
5. 1 2  Dane dotyczące koncertu w Las Vegas zamieszczone są przy dacie 19 lipca 2014 roku.
6. ↑  Koncert był częścią "AIA Real Life: NOW Festival 2014"[47]

Koncerty przeniesione
- 12 maja 2014(dts), Filadelfia, Stany Zjednoczone, Wells Fargo Center — z 12 na 15 maja w związku z meczem fazy play-off koszykarzy Washington Wizards[52].
- 15 maja 2014(dts), Waszyngton, Stany Zjednoczone, Verizon Center — z 15 na 12 maja w związku z meczem fazy play-off koszykarzy Washington Wizards[52]
- 28 maja 2014(dts), Seattle, Stany Zjednoczone, KeyArena — z 28 maja na 8 sierpnia z powodu zapalenia oskrzeli[53]
- 30 maja 2014(dts), Vancouver, Kanada, Rogers Arena — z 30 maja na 9 sierpnia z powodu zapalenia oskrzeli[53]

## Personel

### Główny
- performerka – Lady Gaga
- reżyser - Alexander Delgado
- menedżer – Bobby Campbell
- dyrektor wizualny, choreograf – Richard Jackson
- projektant kostiumów – Brandon Maxwell
- produkcja, projektant oświetlenia – Roy Bennett
- dyrektor muzyczny – Michel Bearden
- koordynator kreatywny – Lacee Franks
- dyrektor artystyczny – Alexander Delgado
- menadżer Streamline – Vincent Herbert
- dyrektor zarządzający, Haus of Gaga – Sonja Durham
- osobisty asystent – Ashley Gutierrez
- makijaż – Tara Savelo i Frederic Aspiras
- stylista fryzur – Frederic Aspiras
- projektant kostiumów – Perry Meek
- stylista – Sandra Amador
- bezpieczeństwo osobiste – Peter van der Been, Robert Marshall
- tancerze – Asiel Hardison, Montana Efaw, Graham Breitenstein, Ian McKenzie, Victor Rojas, Knicole Breahn Haggins,
Kevin Frey, David Lei Brandt, Sloan-Taylor Rabinor, Nick Geurst, Theresa Stone, China Taylor, 
 Tamina Pollack Paris, Karen Chuang, Gianinni Moreina

### Zespół
- Lady Gaga - Główny wokal, fortepian, keytar, gitara
- Brockett Parsons - Keyboards
- George "Spanky" McCurdy - Perkusja
- Lanar “Kern” Brantley - Bas
- Tim Steward - Gitara
- Ricky Tillo - Gitara